# Salvador - 26 anni contro
Salvador - 26 anni contro (Salvador (Puig Antich)) è un film del 2006 diretto da Manuel Huerga. È stato presentato al Festival di Cannes 2006 nella sezione Un Certain Regard.

## Trama
Tratto dal libro Cuenta atrás. La historia de Salvador Puig Antich del giornalista Francesc Escribano del 2001, il film ha ad oggetto la vita di Salvador Puig Antich, giovane anarchico catalano tristemente noto per essere stato, insieme al criminale comune Georg Michael Welzel (meglio noto come Heinz Ches), l'ultima persona giustiziata mediante garrota in Spagna prima della fine del regime franchista.

## Produzione
Puig Antich è interpretato da Daniel Brühl, protagonista di Good Bye, Lenin!. Nel cast c'è anche Leonor Watling, protagonista di Parla con lei.
Nel film l'episodio dell'attentato a Carrero Blanco da parte dell'ETA è illustrato con le immagini del film Ogro di Gillo Pontecorvo, interpretato, tra gli altri, da Gian Maria Volonté.

## Accoglienza
Il film ha avuto un enorme successo in Spagna nell'autunno 2006 ed è uscito in Italia il 27 aprile 2007. Il manifesto è quello originale della versione italiana distribuita da Deltapictures e Istituto Luce.

## Riconoscimenti
- 2007 - Premio Goya
  - Miglior sceneggiatura non originale